# خومله
خومله (به چکی: Chomle) یک منطقهٔ مسکونی در جمهوری چک است که در ناحیه روکیتسانی واقع شده‌است. خومله ۲٫۲۴ کیلومتر مربع مساحت و ۷۰ نفر جمعیت دارد و ۴۵۲ متر بالاتر از سطح دریا واقع شده‌است.